# 群馬県道103号深津伊勢崎線
群馬県道103号深津伊勢崎線（ぐんまけんどう103ごう ふかついせさきせん）は、群馬県前橋市粕川町深津から伊勢崎市に至る一般県道である。

## 路線データ
- 起点：前橋市粕川町深津（群馬県道3号前橋大間々桐生線交点〈粕川町女渕西交差点〉）[注釈 1]
- 終点：伊勢崎市本町（群馬県道2号前橋館林線交点〈本町四丁目交差点〉）[注釈 2]

## 歴史
- 1959年（昭和34年）9月18日：群馬県より現・道路法に基づき、県道深津伊勢崎線（勢多郡粕川村大字深津 - 伊勢崎市紺屋町、整理番号161）が路線認定される[2]。
  - 同日、前身路線にあたる県道女渕伊勢崎線（勢多郡粕川村 - 伊勢崎市、整理番号98）が路線廃止される[3]。

## 地理

### 通過する自治体
- 群馬県
  - 前橋市 - 伊勢崎市

### 交差する道路
- 群馬県道3号前橋大間々桐生線：前橋市粕川町深津（粕川町深津西交差点、起点）
- 群馬県道76号前橋西久保線：前橋市西大室町（西大室交差点）
- 国道50号：前橋市東大室町（東大室町交差点）
- 国道17号上武道路：伊勢崎市波志江町（華蔵寺公園(北)入口交差点） - 波志江町（いせさき聖苑入口交差点）
- 群馬県道73号伊勢崎大間々線：伊勢崎市八幡町（八幡町交差点）
- 群馬県道68号桐生伊勢崎線：伊勢崎市平和町（平和町交差点）
- 群馬県道39号足利伊勢崎線：伊勢崎市平和町・大手町（伊勢崎福島病院前交差点）
- 群馬県道2号前橋館林線：伊勢崎市本町（本町四丁目交差点）